# 地獄への道
『地獄への道』（じごくへのみち、原題：Jesse James）は、1939年に製作・公開されたアメリカ合衆国の映画である。実在したガンマンのジェシー・ジェームズをタイロン・パワーが演じ、ヘンリー・キングが監督した。翌1940年にはフリッツ・ラング監督によってヘンリー・フォンダが演ずるジェシーの兄フランクを中心に据えた続篇『地獄への逆襲』が製作されている。
本作品はテクニカラー作品として製作された。

## キャスト
| 役名                   | 俳優                     | 日本語吹替                                 |
| 役名                   | 俳優                     | NETテレビ版                                |
| ---------------------- | ------------------------ | ------------------------------------------ |
| ジェシー・ジェームズ   | タイロン・パワー         | 山内雅人                                   |
| フランク・ジェームズ   | ヘンリー・フォンダ       | 小山田宗徳                                 |
| ゼレルダ               | ナンシー・ケリー         | 二階堂有希子                               |
| ウィル・ライト         | ランドルフ・スコット     | 矢島正明                                   |
| ルーファス・コブ編集長 | ヘンリー・ハル           | 池田忠夫                                   |
| マコイ社長             | ドナルド・ミーク         | 槐柳二                                     |
| バーシー               | ブライアン・ドンレヴィ   | 大塚周夫                                   |
| ピンキー               | アーネスト・ホイットマン | 寺田彦右                                   |
| ロイ                   | ジョージ・チャンドラー   | 矢田耕司                                   |
| ママ                   | ジェーン・ダーウェル     | 麻生美代子                                 |
| ボブ                   | ジョン・キャラダイン     | 千葉耕市                                   |
| 牢番                   | スリム・サマーヴィル     | 富田耕生                                   |
| レミルーン             |                          | 勝田久                                     |
| 大尉                   |                          | 細井重之                                   |
| ミリー                 |                          | 金子亜矢子                                 |
| トミー                 |                          | 小宮山清                                   |
| バーテン               |                          | 相模武                                     |
| 保安官助手             |                          | 石井敏郎                                   |
| トム                   |                          | 緑川稔                                     |
| ジム保安官             |                          | 国坂伸                                     |
| 坊や                   |                          | 浅井淑子                                   |
| 農夫                   |                          | 高田竜二                                   |
| 農夫の妻               |                          | 渡辺典子                                   |
| クラーク               |                          | 村松康雄                                   |
| ナレーター             |                          | 谷津勲                                     |
| 日本語版スタッフ       |                          |                                            |
| 演出                   | 演出                     | 山田悦司                                   |
| 翻訳                   | 翻訳                     | 山田小枝子                                 |
| 効果                   | 効果                     | 赤塚不二夫                                 |
| 調整                   | 調整                     | 坂巻四郎                                   |
| 制作                   | 制作                     | グロービジョン                             |
| 解説                   | 解説                     | 淀川長治                                   |
| 初回放送               | 初回放送                 | 1970年6月21日 『日曜洋画劇場』 21:00-22:56 |

## スタッフ
- 監督：ヘンリー・キング
- 製作：ダリル・F・ザナック
- 脚本：ナナリー・ジョンソン
- 音楽監督：ルイス・シルヴァース
- 撮影：ジョージ・バーンズ、W・ハワード・グリーン
- 編集：バーバラ・マクリーン
- 美術：ウィリアム・S・ダーリング、ジョージ・ダドリー
- 装置：トーマス・リトル
- 衣裳：ロイヤー